# Gerster Kálmán
Gerster Kálmán (Pest, 1850. október 9. – Budapest, 1927. augusztus 25.) magyar építész. Műveiben a klasszikus stílus beható ismerete tükröződik.

## Életpályája
1870-től a bécsi képzőművészeti akadémián Theophil Hansen növendéke volt, majd Olaszországban képezte tovább magát. Az egyik alapítója és első igazgatója volt a Nemzeti Szalonnak (1894-től).

## Ismert művei

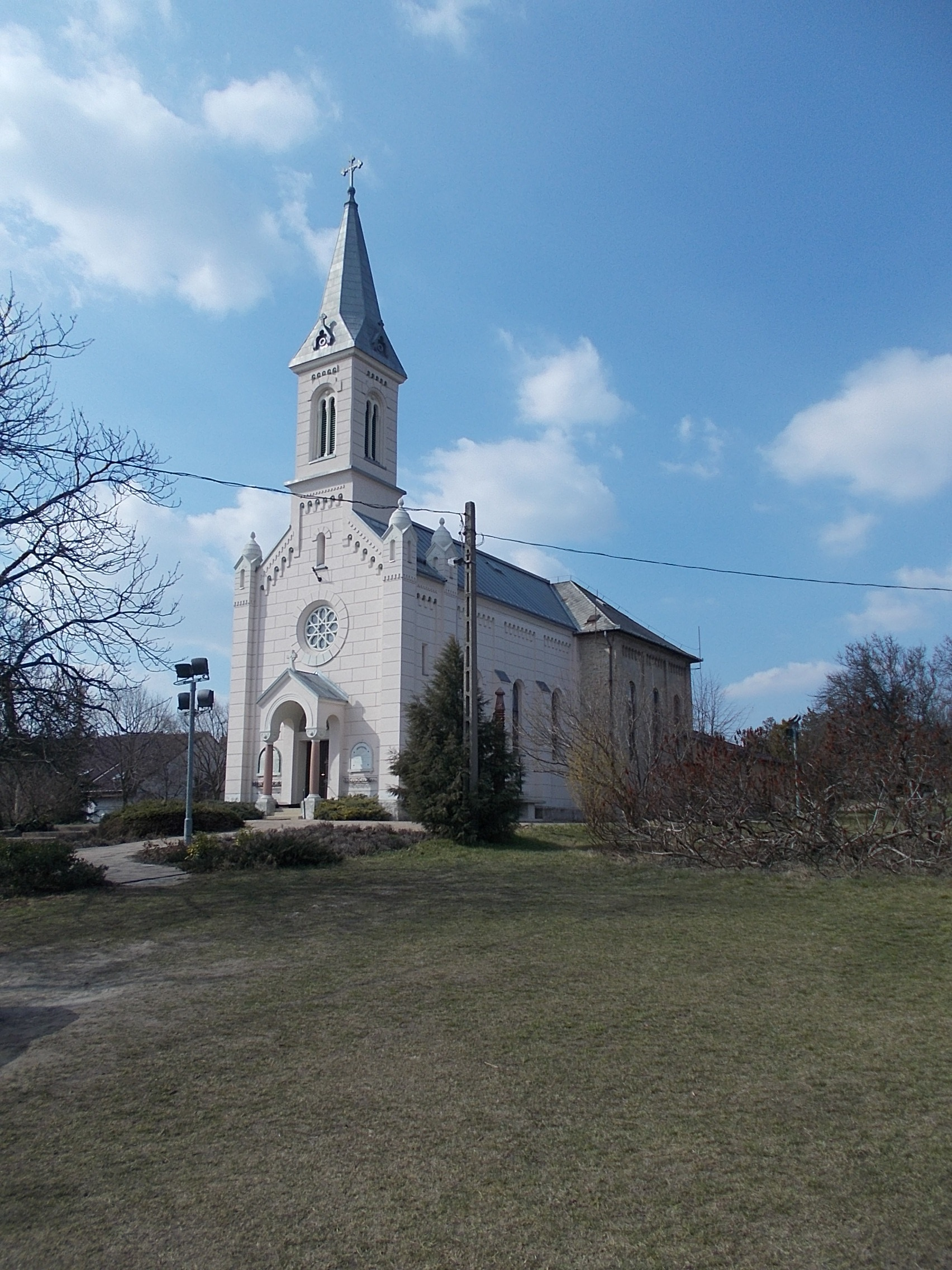
Budatétényi római katolikus templom

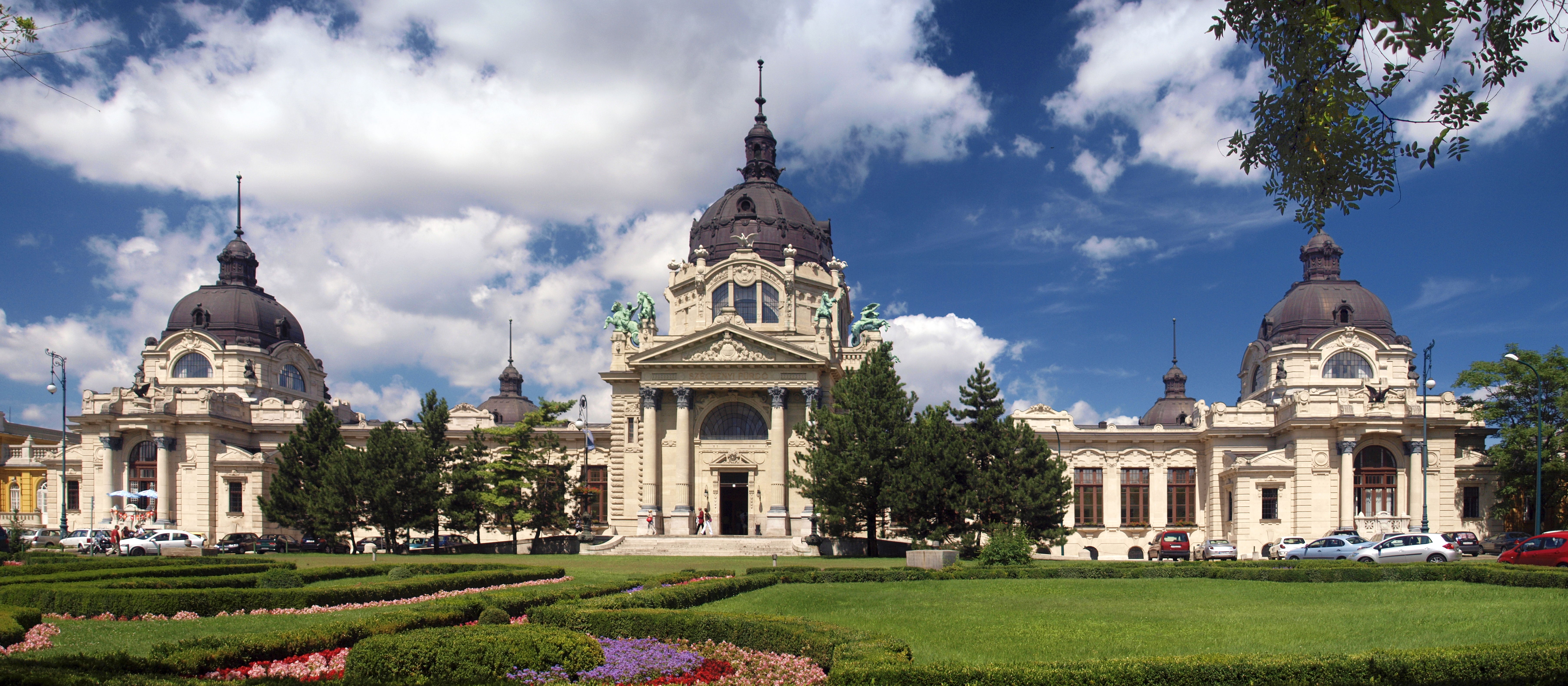
Széchenyi gyógyfürdő

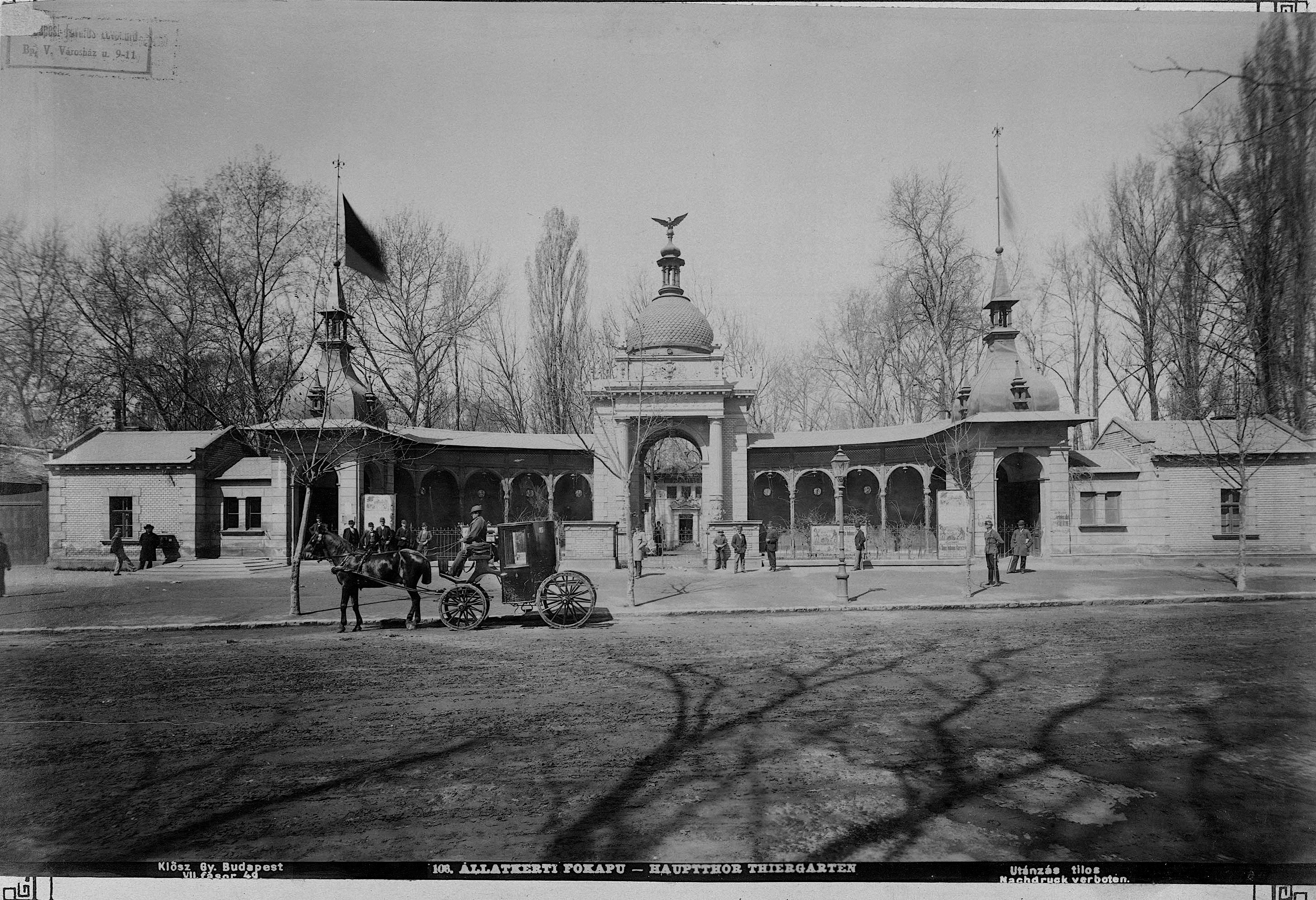
A Fővárosi Állatkert régi bejárata

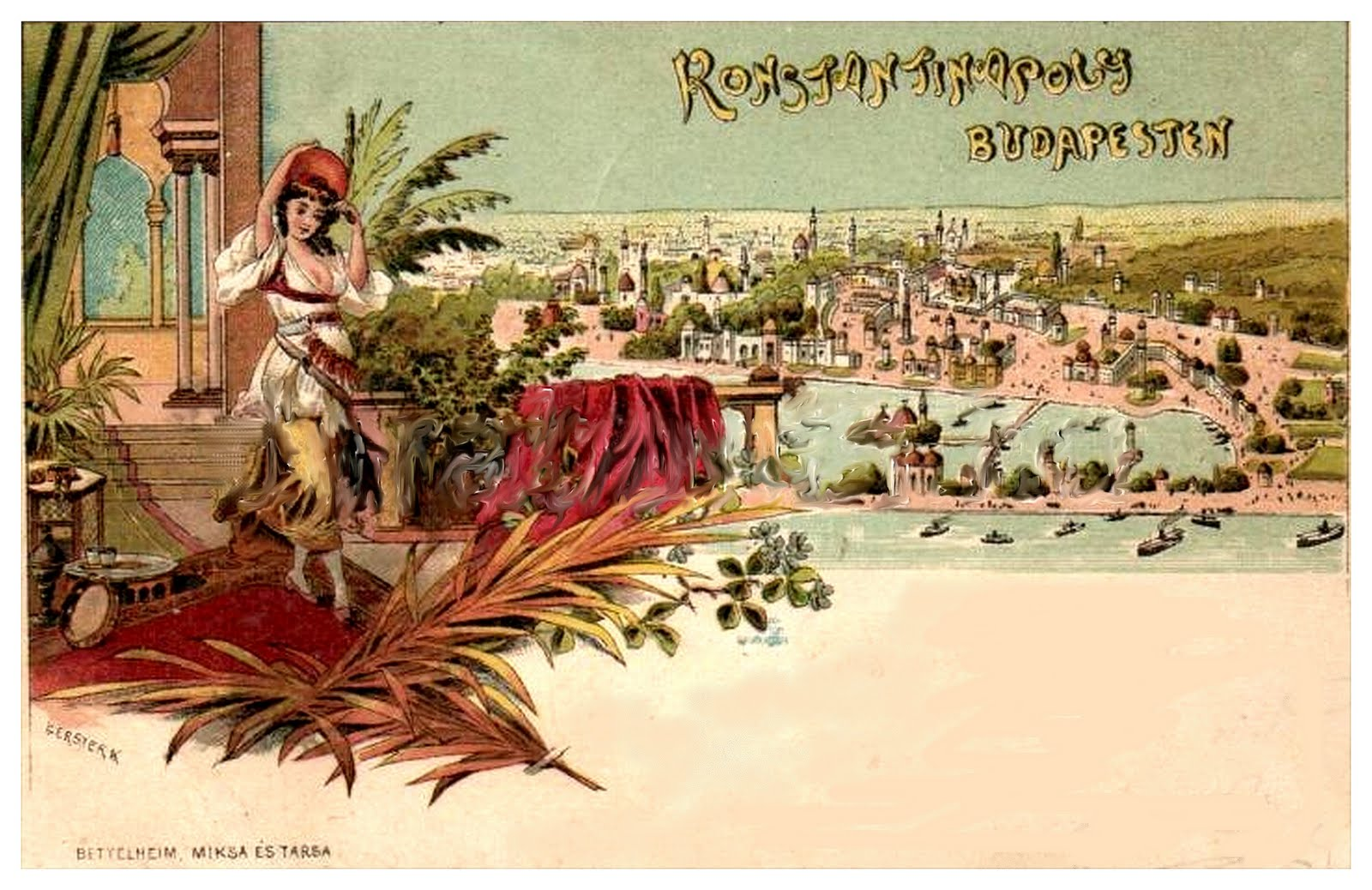
„Konstantinápoly Budapesten” vigalmi negyed

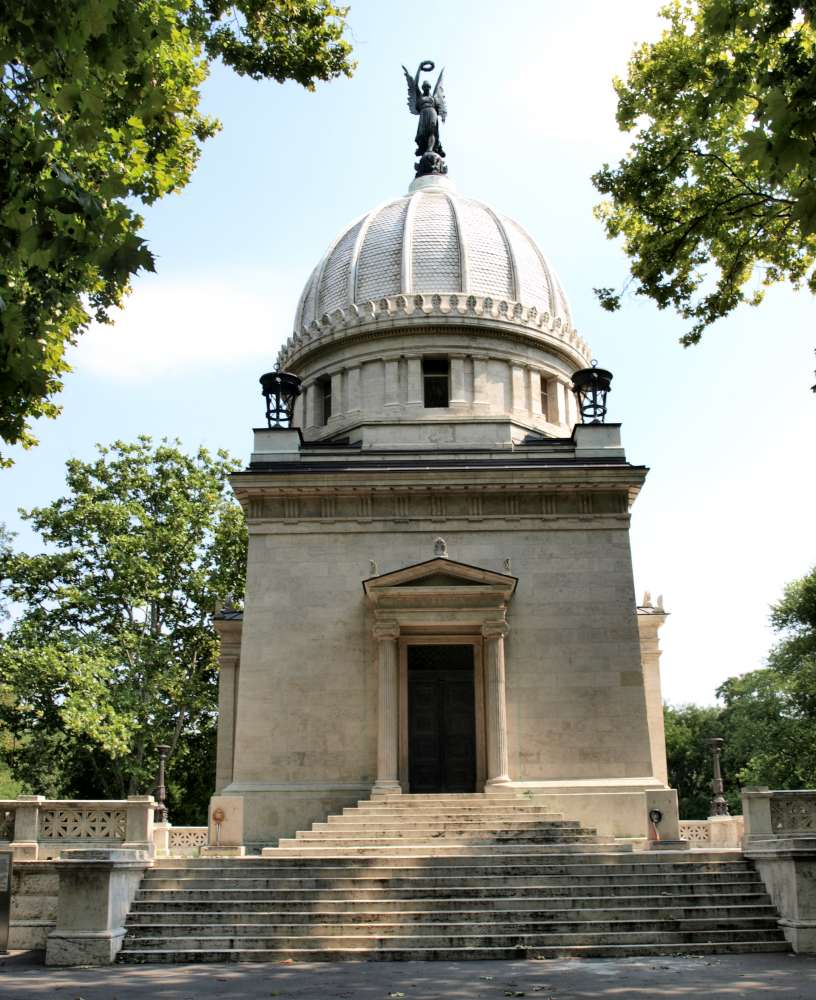
Deák-mauzóleum

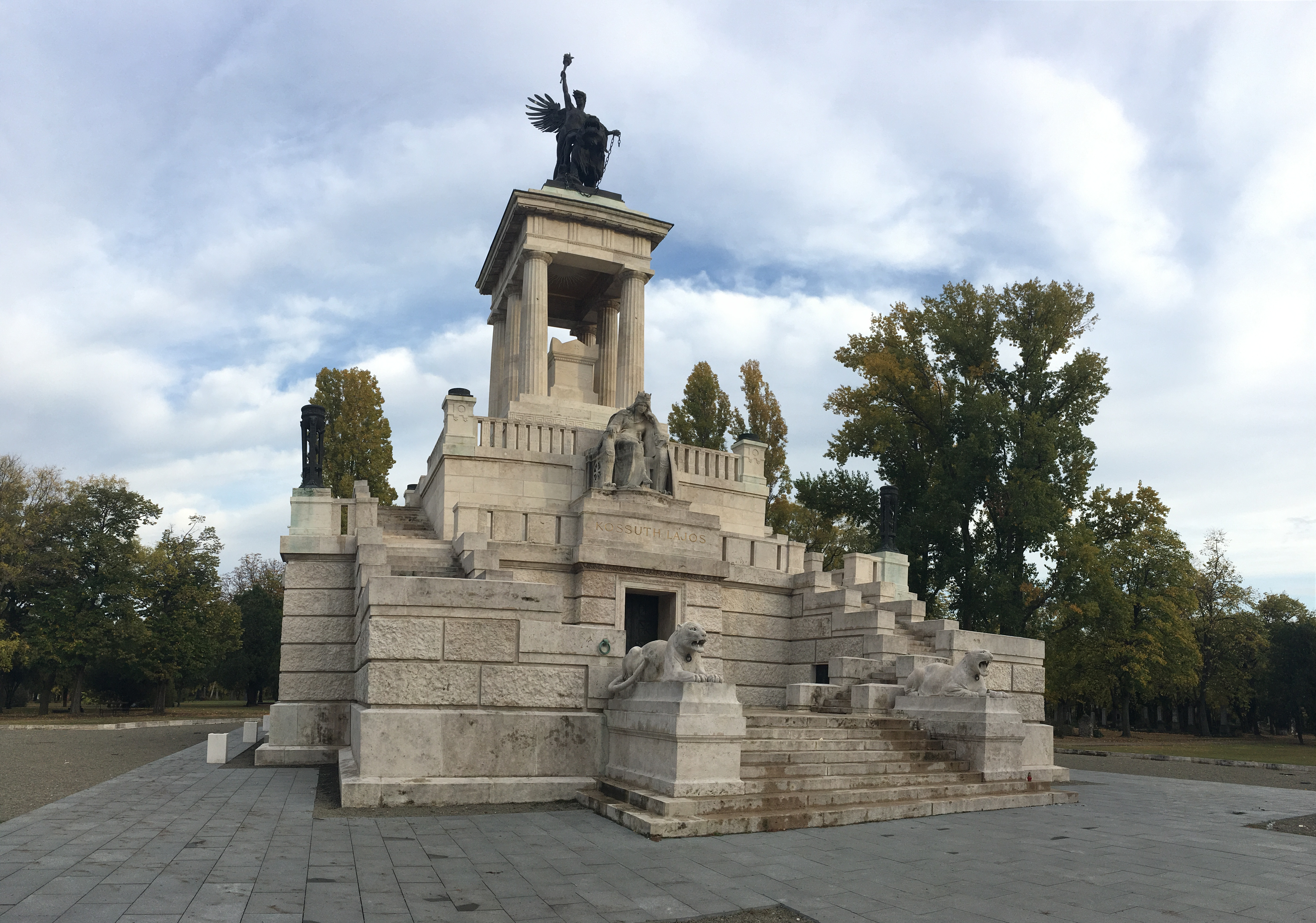
Kossuth-mauzóleum

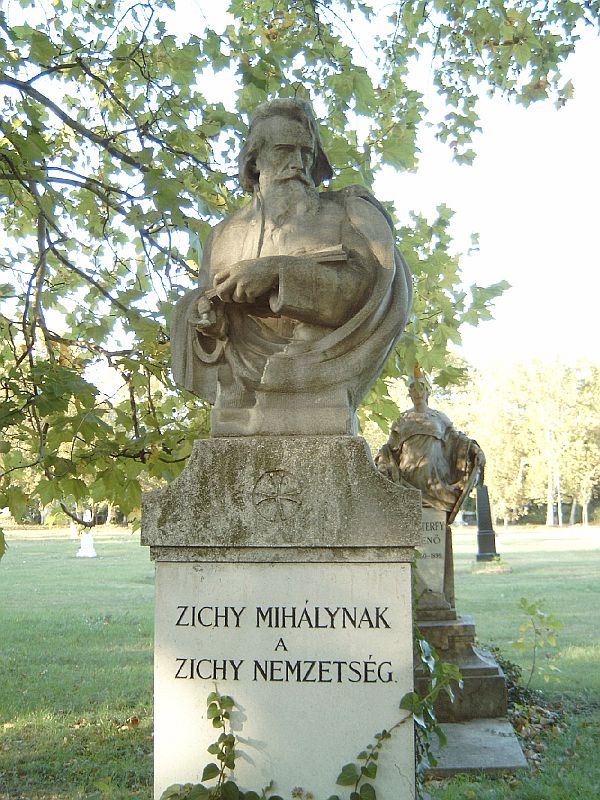
Zichy Mihály síremléke

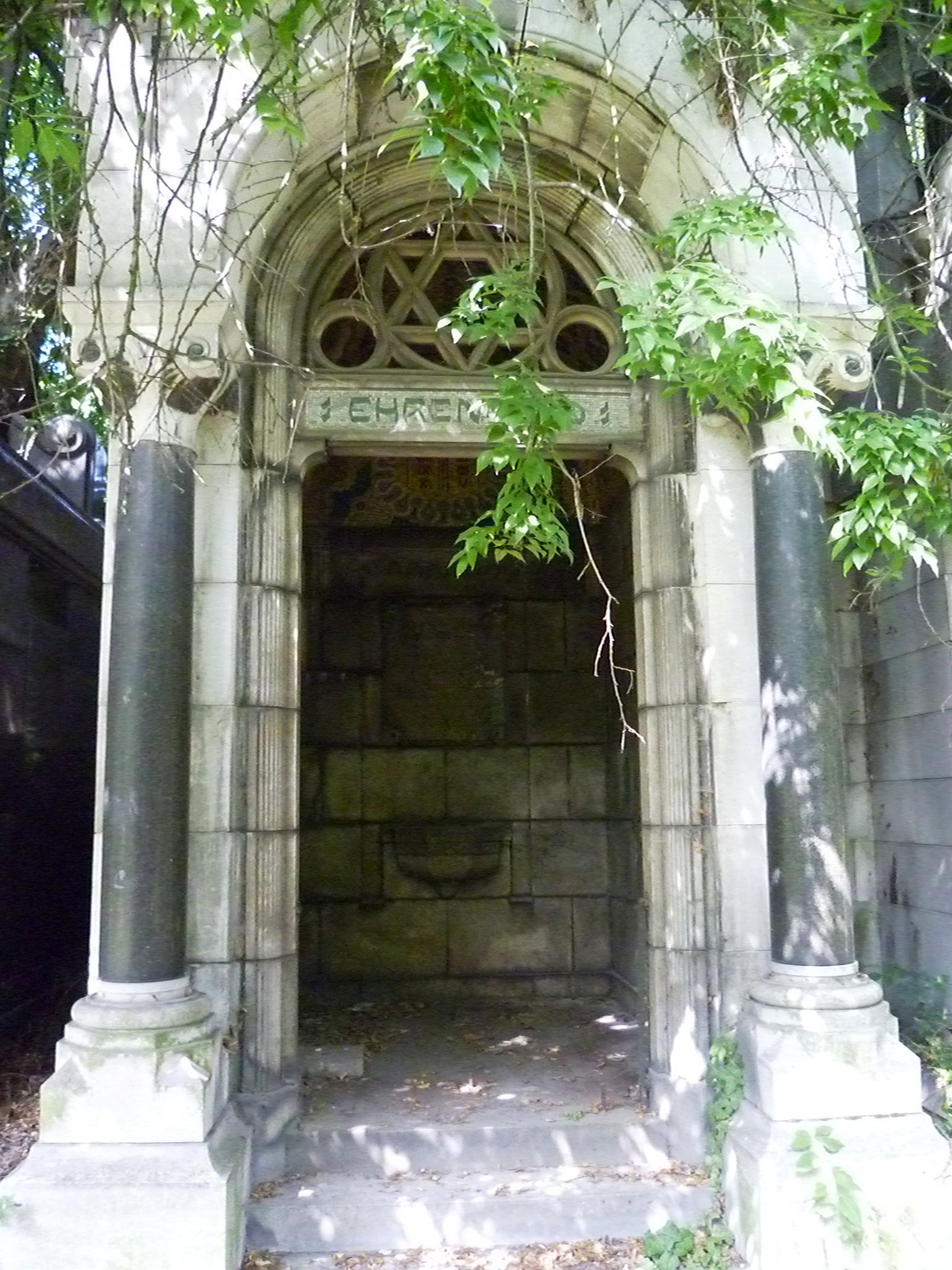
Ehrenfeld-mauzóleum

Források:

### Megvalósult épületek
- 1876–1882: Debrecen, gazdasági iskola, Debrecen, Fűvészkert u. 2.
- 1878: Budapest, Állatkert, régi Madárház[3]
- 1880: Huszár Adolf műteremháza, Budapest, Bajza u. 37. / Lendvay u. 2.
- 1880 k.: Budapest, Hugmayer János Károly (1825–1883) bérháza, Váci u. 23.
- 1880 k. (?): Budapest, Wagner Emil lakóháza, Budapest, Röck Szilárd u.
- 1880-as évek (?): Budapest, Keresztessy József vívómester bérháza, Budapest, Veres Pálné u. 8.
- 1882 k.: Korinthoszi csatorna állomásépületei
- 1883: Vaskovits-féle svábhegyi vízgyógyintézet (Anton Hofhauserrel közösen, felépítmény), Budapest Eötvös út.
- 1883: Török utcai (Újlaki) elemi iskola, egyk. Török u. 2. – Margit u. 1.
- 1883–1889: Máramaros, színház és vigadó épülete
- 1885: Budapest, Állatkert, bejárati kapuzat[3]
- 1885: Budapest, ifj. Vastagh György (1868–1946) műteremháza, egykor Váci u. 84.
- 1885: Budapesti Országos Általános Kiállítás (BOÁK) díszkapuja
- 1888: Budapest, Zsigmondy Béla lakóháza és műhelye, Imre u. 4.
- 1889: Epreskert, szobrászati mesteriskola, Munkácsy Mihály u.
- 1889: Debrecen, közkórház (pályázati tervek: 1889, épült: 1890-es évek), Bem tér 9. – 2006-ban elbontották[4]
- 1892–1893: Budapest, Knuth Károly lakóháza és műhelye, Garai u. 6–8.
- 1893–1894: Budapest, Schulek Vilmos és Zsigmondy Gézáné bérháza, József krt 45.
- 1894: Debrecen, kereskedelmi iskola, Piac u. 8.
- 1896: Budapest, Wagner József bérházai Kecskeméti u. 6, Üllői út.
- 1896: a “Konstantinápoly Budapesten” elnevezésű színház és mulatókomplexum – 1897-ben elbontásra került[5]
- 1897: Hajdúböszörmény, református templom
- 1898–1899: Igló, színház és vigadó épülete
- 1890/1900 k.: Budapest, Gerster Lajos és családja villája, Kelenhegyi út 32.
- 1901: Budapest, Perci Mór Károly lakóháza
- 1901: Budapest, Zsigmondy Béla, mérnök és Zsigmondy Béláné lakóháza, Kelenhegyi út 31.
- 1901 k.: Budapest, Röck István, gyáros villája, Kelenhegyi út 29.
- 1903–1905: Budapest, Klotild-szeretetház, Hidegkúti út
- 1904–1905 k.: Gyulafehérvár, törvényszéki palota és fogház
- 1904–1912: Kistétény (ma Budatétény) római katolikus templom épülete, 1223 Budapest, Lépcsôs u. 8.[6]
- 1905–1909: Széchenyi gyógyfürdő (Czigler Győző 1905-ig; Gerster és Dvorák Ede 1905–1909), 1146 Budapest, Állatkerti körút 9–11.
- 1905–1909 k.: Budapest, Gerster Béla családi háza, Kelenhegyi út 23/b
- 1908: Debrecen, Takarékpénztár (Kölcsönös Segélyező Egylet) bérháza, Piac u. 53.
- 1909: Budapest, Kölber Dezső festőművész műteremháza, Ábel Jenő u. 29.
- 1909 k.: Budapest, Vastagh Géza festőművész műteremháza, Somlói ú 26.

### Tervben maradt épületek
- 1882: Budapest, Országháza tervpályázat
- 1884: Veszprém, megyeháza terve
- 1888: Máramarossziget, városháza terve
- 1893: Szeged, múzeum és könyvtár pályaterve
- 1894: Debrecen, városháza terve
- 1896: Budapest, Földtani Intézet épületének pályaterve
- 1900 k.: Budapest, Pajor-szanatórium tervei
- 1907: Szentes, városháza terve
- 1908: Balassagyarmat, törvényszék épületének terve
- 1910: Budapest, városligeti fasori református templom terve
- 1911: Temesvár, fürdő terve
- 1912-1913: Temesvár, Püspök-híd terve

### Tervben maradt szobrok
- 1902 és 1913–1916: Budapest, Erzsébet emlékmű pályázatára készített tervek (Strobl Alajossal)
- Kossuth szobor és Szabadságharc szobor tervei
- Hősök emléke tervpályázat

### Megvalósult síremlékek
- 1878 (kivitelezés: 1879): Neuschloss Károly mauzóleuma, Salgótarjáni utcai zsidó temető, Budapest, Salgótarjáni utca 6.
- 1879–1887: A Deák-mauzóleum, Fiumei úti sírkert, 1086 Budapest, Fiumei út 16–18. 
  - Szarkofág a Deák Ferenc mauzóleumban
- 1881–1882: Csepreghy Ferenc síremléke, Fiumei úti sírkert, 1086 Budapest, Fiumei út 16–18.
- 1881 k. (kivitelezés: 1895): Lónyay-mauzóleum, Deregnyő
- 1881: Horváth Mihály síremléke, Fiumei úti sírkert, 1086 Budapest, Fiumei út 16–18.
- 1882 (kivitelezés: 1883–1885): Arany János síremléke, Fiumei úti sírkert, 1086 Budapest, Fiumei út 16–18.
- 1882 (kivitelezés: 1883): Gerster Miklós síremléke, Fiumei úti sírkert, 1086 Budapest, Fiumei út 16–18.
- 1882: Vízivárosi Honvédemlék, Vízivárosi temető
- 1883 k.: Hugmayer Károly síremléke, Fiumei úti sírkert, 1086 Budapest, Fiumei út 16–18.
- 1890–1891: Henneberg Károly síremléke, Fiumei úti sírkert, 1086 Budapest, Fiumei út 16–18.
- 1894 u.: Freund-mauzóleum, Salgótarjáni utcai zsidó temető, Budapest, Salgótarjáni utca 6.[7]
- 1900 k.: Nagy Gábor mauzóleuma, Kolozsvár
- 1902 k. (kivitelezés: 1903): Kossuth Lujza síremléke, Fiumei úti sírkert, 1086 Budapest, Fiumei út 16–18.
- 1903 k.: Brüll család mauzóleuma, Kozma utcai izraelita temető, 1108 Budapest, Kozma utca 6.
- 1903: Lubrich Ágost síremléke, Fiumei úti sírkert, 1086 Budapest, Fiumei út 16–18.
- 1903–1909: A Kossuth-mauzóleum, Fiumei úti sírkert, 1086 Budapest, Fiumei út 16–18.
  - Szarkofágok a Kossuth-mauzóleumon
- 1907 k. (kivitelezés: 1909 k.): Keinz János és családja síremléke, Fiumei úti sírkert, 1086 Budapest, Fiumei út 16–18.
- 1909 (kivitelezés: 1910): Than Károly síremléke, Fiumei úti sírkert, 1086 Budapest, Fiumei út 16–18.
- 1909: Türr István síremléke, Fiumei úti sírkert, 1086 Budapest, Fiumei út 16–18.
- 1909: Ehrenfeld Antal mauzóleuma, Salgótarjáni utcai zsidó temető, Budapest, Salgótarjáni utca 6.
- 1914: Schöberl-család síremléke, Fiumei úti sírkert, 1086 Budapest, Fiumei út 16–18.
- 1915/1916: Zichy Mihály síremléke, Fiumei úti sírkert, 1086 Budapest, Fiumei út 16–18.
- 1926 k.: Strobl Alajos (régi) síremléke, Fiumei úti sírkert, 1086 Budapest, Fiumei út 16–18. – elpusztult
- ?: Linzbauer István síremléke, Fiumei úti sírkert, 1086 Budapest, Fiumei út 16–18.

### Tervben maradt síremlékek
- 1893 k.: Edelsheim-Gyulay Lipót síremléke
- 1899: Lipthay Béla síremléke
- 1909 k.: Árkádsor a Kossuth-mauzóleum körül, Fiumei úti sírkert
- 1913 k.: Amon József síremléke
- Mauzóleumterv középkorias formákkal
- Tervsorozat egy mauzóleumhoz